# Yves Navarre
Yves Navarre (Condom, 24 de septiembre de 1940-Paris, 24 de enero de 1994) fue un escritor francés, conocido por los personajes homosexuales de sus novelas. Obtuvo el Premio Goncourt en 1980.
Empezó en escribir en 1971. En 1980, publicó Le Jardin d'acclimatation (El jardín zoológico), que describe una familia burguesa en que un hijo fue lobotomizado por ser homosexual. La novela recibió el premio Goncourt.
Escribió también sobre el sida con Ce sont amis que vent emporte (Estos son los amigos que el viento sopla, 1991). Se quitó la vida con una sobredosis de barbitúricos.